# Francis Glisson
Francis Glisson, född omkring 1597, död 14 oktober 1677, var en engelsk läkare.
Glisson var professor i anatomi och medicin i Cambridge, var senare anatom vid College of Physicians i London, där han också utövade en mycket stor praktik. Glissons viktigaste arbeten var allmänt fysiologiska, bland annat studerade han irritabiliteten hos levande materia. I sitt arbete De rachitide (1650) gav han en utmärkt skildring av engelska sjukan. Andra arbeten rörde tarmkanalens och leverns byggnad. Glissons Opera medicophysica utgavs 1691.